# Farza (huyện)
Farza là một huyện thuộc tỉnh Kabul, Afghanistan. Dân số thời điểm năm 1999 là -21,2 người.